# Parnitha
 Ikke at forveksle med Parnassos.
Parnitha (græsk: Πάρνηθα), oldgræsk: Πάρνης (tr. Parnis/Parnes), er en skovklædt bjergkæde og nationalpark i den nordlige del af den græske halvø Attika, ca. 30 km nordvest for Athen. Det er den højeste bjergkæde på Attika, med en højde på 1 413 m. Bjergkædens højeste punkt kaldes Karavola (græsk: Καραβόλα)..

## Parnitha Nationalpark
Parnitha Nationalpark omfatter en stor del af bjerget er udpeget som en nationalpark og er et beskyttet levested for vilde fugle, der blev oprettet i 1961. Toppen ligger 18 km nord for Acharnes og ca. 30 km nord for Athens centrum, mens bjerget dækker ca. 250 km² land. Andre toppe omfatter Mavrovouni (Μαυροβούνι), Ornio (1.350 m), Area (1.160 m), Avgo eller Avgho (1.150 m) og Xerovouni (Ξεροβούνι, der betyder "tørt bjerg": 1.120 m). Det har også to shelters Mpafi og Flampouri. Navnet på bjerget går tilbage til Det antikke Grækenland, da det hørte under de antikke demeer Acharnae og Decelea.

## Geografi
Byerne omkring bjerget omfatter Aspropyrgos, Fyli, Acharnes, Varymbombi, Thrakomakedones, Dekeleia, Avlona og Agios Stefanos samt bebyggelsen Agios Merkourios. Motorvejen GR-1 (E75) omkranser den nordlige og østlige del af bjerget sammen med floden Cephissus, mens Attiki Odos-motorvejen (GR-6) løber mod syd. Fra bjerget er der panoramaudsigt over bjergene nordøst for Parnitha, Penteli mod øst, Hymettus mod sydøst, Aigaleo mod syd og et andet mod vest; Fra toppen kan man også se den Thriasiske slette, den Saroniske Bugt, herunder øerne Salamina, Égina, Eviabugten og øen Euboea, samt det meste af det centrale og nordlige Athen. På klare dage kan udsigten strække sig til det nordlige Boiotien og Peloponnes.

## Økologi
Skove af (Aleppofyr (en) dækker alle skråninger i under 1.000 meters højde og er ofte truet af skovbrande, som det skete i 2005 og 2007. Over 1.000 m er den hovedsageligt dækket af Græsk ædelgran (en), græs og buske, og under 300 m hovedsageligt landbrugsjord og forstadsbebyggelse mod øst. Der findes ca. 1.000 plantearter på bjerget, bl.a. krokus og tulipaner, og bjerget er også et naturligt levested for sine kronhjorte (Cervus elaphus), som var kendt i antikken. Efter den traumatiske brand i 2007, er de blevet endnu mere sjældne. Flere store miner ligger i nordvest, og malmen fra dem blev fragtet til en nærliggende fabrik i industriområder.

## Skovbrande i 2007
Den første større brand i sommeren 2007 blev startet den 28. juni 2007. Den opfattes som værende startet af enten en eksploderende elmast eller af brandstiftere. Betydelige dele af Parnitha Nationalpark blev ødelagt, og i alt brændte 63.6 km² af nationalskovens kerne i løbet af få dage. Samlet set blev bjerget Parnitha ramt af et brændt areal på 153.8 km², hvilket gør det til en af de værste registrerede skovbrande i Attika siden Penteli-branden i juli 1995.